# Kaša

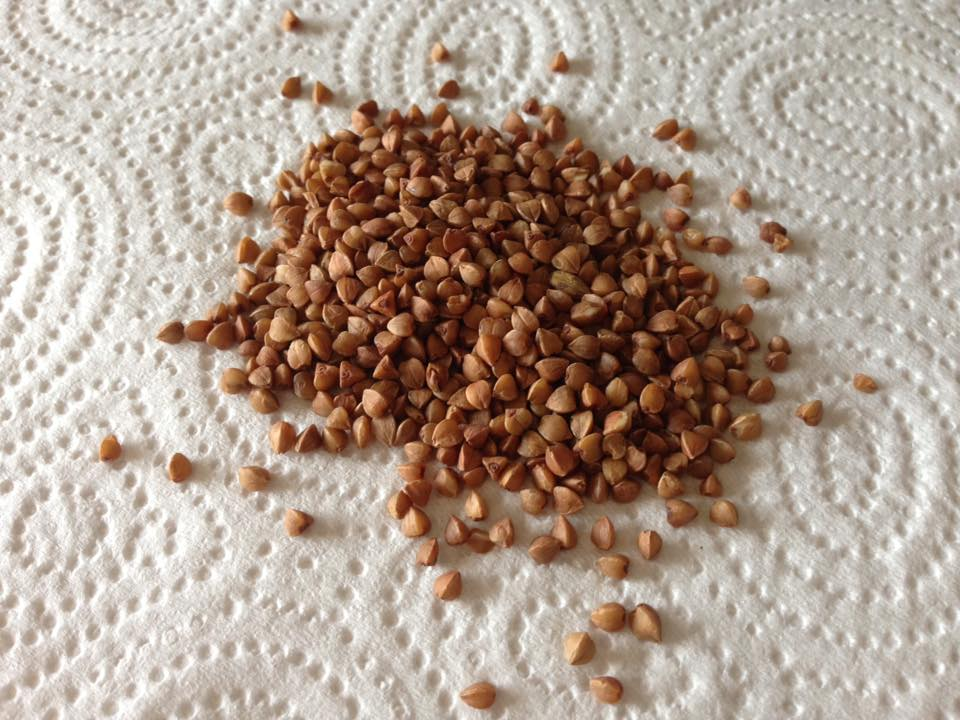
Semi di grano saraceno.

La kaša (anche kasha, in russo каша?) è una varietà di pappa d'avena composta solitamente da grano saraceno. Comune da secoli in quasi tutta l'Europa orientale (Russia, Bielorussia, Moldavia, Polonia, Ucraina), il suo significato è mutato arrivando a comprendere anche altri tipi di cereale come avena, segale, orzo e semola di miglio.

## Storia
La kaša è stato per secoli il cibo preferito dai russi. Consumato secondo la tradizione locale per importanti celebrazioni e rituali, tra il XII e il XIV secolo, il termine kaša divenne sinonimo di festa. Fu in seguito consumato per ogni tipo di pasto collettivo, in particolare in occasione del raccolto, e divenne sinonimo di cooperativa, in special modo di quelle agricole che lo producevano.

## Preparazione
A seconda della quantità di liquido impiegato, i tre tipi di kasha principali sono quella brodosa, quella con liquido addensato e quella farinosa. La brodosa e la farinosa, spesso cotta con pesce, sono tra le zuppe preferite dai russi, mentre quella densa è meno diffusa. Vengono spesso cucinate senza olio e hanno buone proprietà dietetiche.
Tra le ricette più popolari vi è quella con la carne e le verdure o solo verdure. La sua preparazione inizia friggendo velocemente carne, carote e cipolle con burro o lardo. Il preparato viene messo in forno a 200° per 40-60 minuti con il cereale lavato prescelto, di solito grano saraceno, aromi come alloro e aglio, sale, pepe e acqua.